# Durrësi amfiteátrum
A durrësi amfiteátrum (albánul amfiteatri i Durrësit) jelentős római kori leletegyüttes, a Balkán-félsziget legnagyobb és Albánia egyetlen ismert amfiteátruma Durrës belvárosában. 2004 óta szerepel Albánia világörökségi javaslati listáján.

## Durrës az ókorban
Durrës Albánia egyik legnagyobb múltú városa, i. e. 627-ben korinthoszi dór gyarmatosítók alapították Epidamnosz néven, bár a helyet már korábban is lakták illírek és kerkürai dór telepesek. Az ezt követő évszázadokban előbb illír fennhatóság, majd az első római–illír háború végével, i. e. 228-ban római protektorátus alá került Dyrrachium néven mint szabad város (civitas libera). A város ezt követően indult virágzásnak, fontos kikötőváros volt, s innen indult keletre, Thesszaloniké és Konstantinápoly felé a Via Egnatia, egy másik jelentékeny út pedig a déli Buthrotumba. A 4. században Epirus Nova római provincia fővárosa lett, s csak az 5. században bekövetkező, a várost leromboló földrengés vetett véget a virágzásnak.

## Az amfiteátrum
Ennek a virágkornak az építészeti emléke az amfiteátrum, amelyre 1966-ban bukkantak rá véletlenül. A lakóházakkal beépített területen az egyik ház gazdája kutat ásatott, amikor nagyobb területen beszakadt a föld, elnyelt egy fügefát, és több környező ház megromlását idézte elő. Harminc családot telepítettek ki azonnal, s megkezdődtek az ásatások. Az épület régészeti feltárása mindmáig csak részleges, pénzügyi gondok mellett elsősorban az amfiteátrum egykori küzdőterén és peremén ma is álló családi házak hátráltatják a munkát. Az Albán Régészeti Intézet és olaszországi egyetemek régészcsoportjai azonban ha lassan is, de a 2010-es években is folytatják a feltárási munkálatokat.
Ma a nézőtér nyugati, a domboldalba vágott oldala és az alatta húzódó lépcsők, folyosók és alagutak egy része látogatható. Az i. sz. 2. században épült ovális alaprajzú amfiteátrum hosszabb átmérője megközelíti a 130 métert, magassága eléri a 20 métert. A szintén elliptikus küzdőtér átmérője 40 és 60 méter között mozog. A számítások szerint a durrësi amfiteátrum 15 ezer néző szórakoztatására volt alkalmas, vagyis befogadóképessége mintegy harmada volt a római Colosseuménak. Ezzel a legnagyobb ismert Balkán-félszigeti amfiteátrum. Az épület földrengéseknek ellenálló falszerkezete téglasorokkal közrezárt ún. opus incertum, azaz szabálytalan kövek cementes habarcsba ágyazott tömege. Az üléssorok alatti alagútrendszerben látható az a folyosó, amelyen át a gladiátorok és a vadállatok a küzdőtérre vonultak; korábbi ásatások során mintegy negyven nyaka szegett csontvázat tártak itt fel. Az alagútrendszer önmagában is monumentális, legnagyobb belmagassága 9 méter körül mozog. Ugyancsak látható a város felé húzódó széles alagút egy szakasza – teljes hosszát fél kilométeresnek feltételezik –, a dyrrachiumi előkelőségek kocsiikkal ezen keresztül érkeztek az előadásokra, és itt helyezték el lovaikat. Az amfiteátrum déli részén 2004 és 2007 között tárták fel az amfiteátrum egy másik bejáratát, valamint néhány középkori épületmaradványt. A küzdőtér feltárása a magas talajvízszint miatt egyelőre nem lehetséges.
Különösen értékes része a nézőtér alatti folyosórendszernek egy 5. századi kora keresztény kápolna és 6. századi, szenteket és arkangyalokat ábrázoló fali mozaikja, valamint keresztelőmedencéje. A hátsó fal mozaikja erősen megrongálódott. Dyrrachium már i. sz. 58-ban püspökségi székhely volt, s a korabeli keresztények az 5. századi földrengést követően vették birtokukba az elhagyott amfiteátrumot, az egykori küzdőtéren pedig temetőt alakítottak ki. Az amfiteátrum északi végén feltártak egy másik, feltehetően későbbi korokból származó kápolnát, amelynek meglehetősen rossz állapotban lévő freskói még nyomokban láthatók.

## Képgaléria

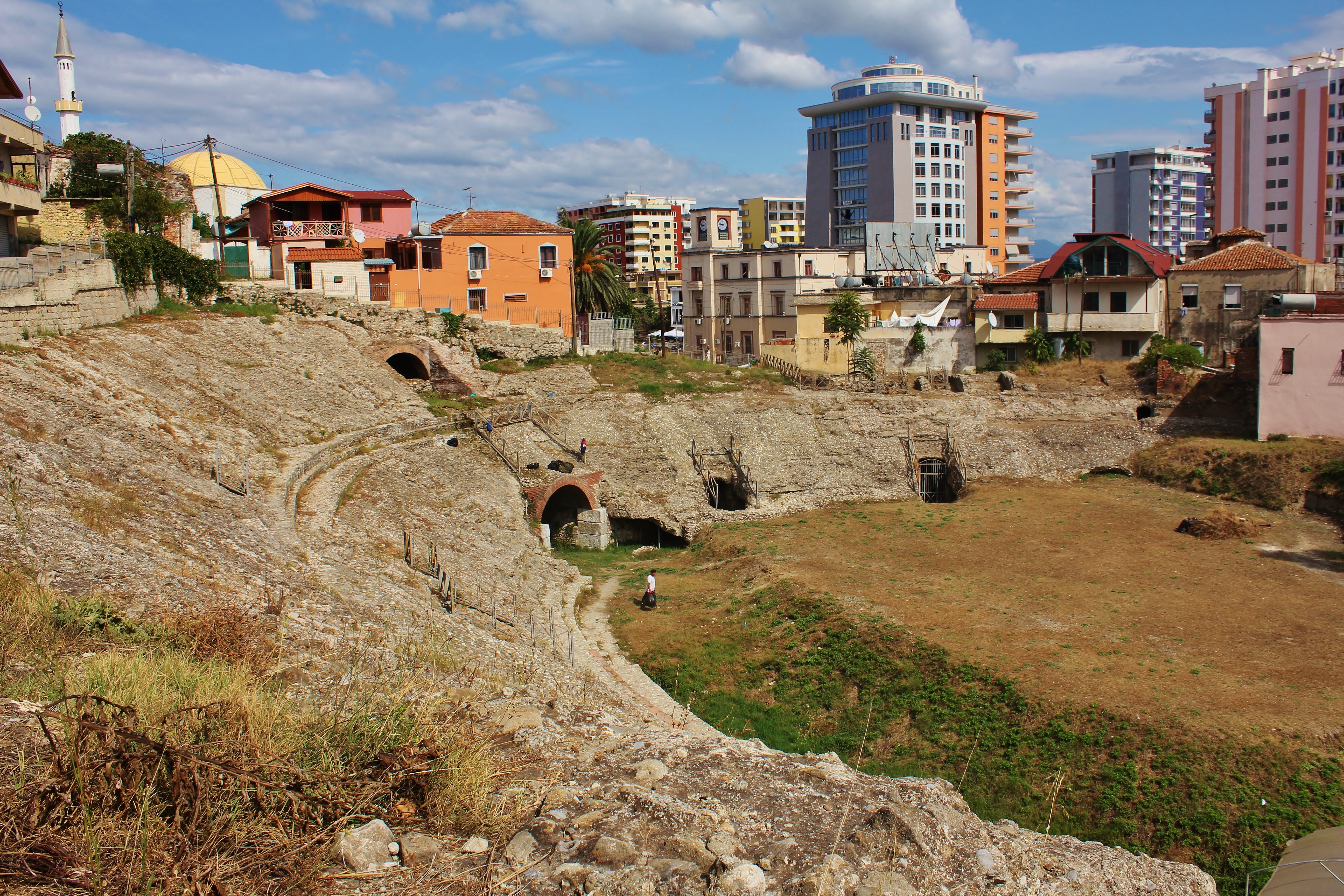
A durrësi amfiteátrum
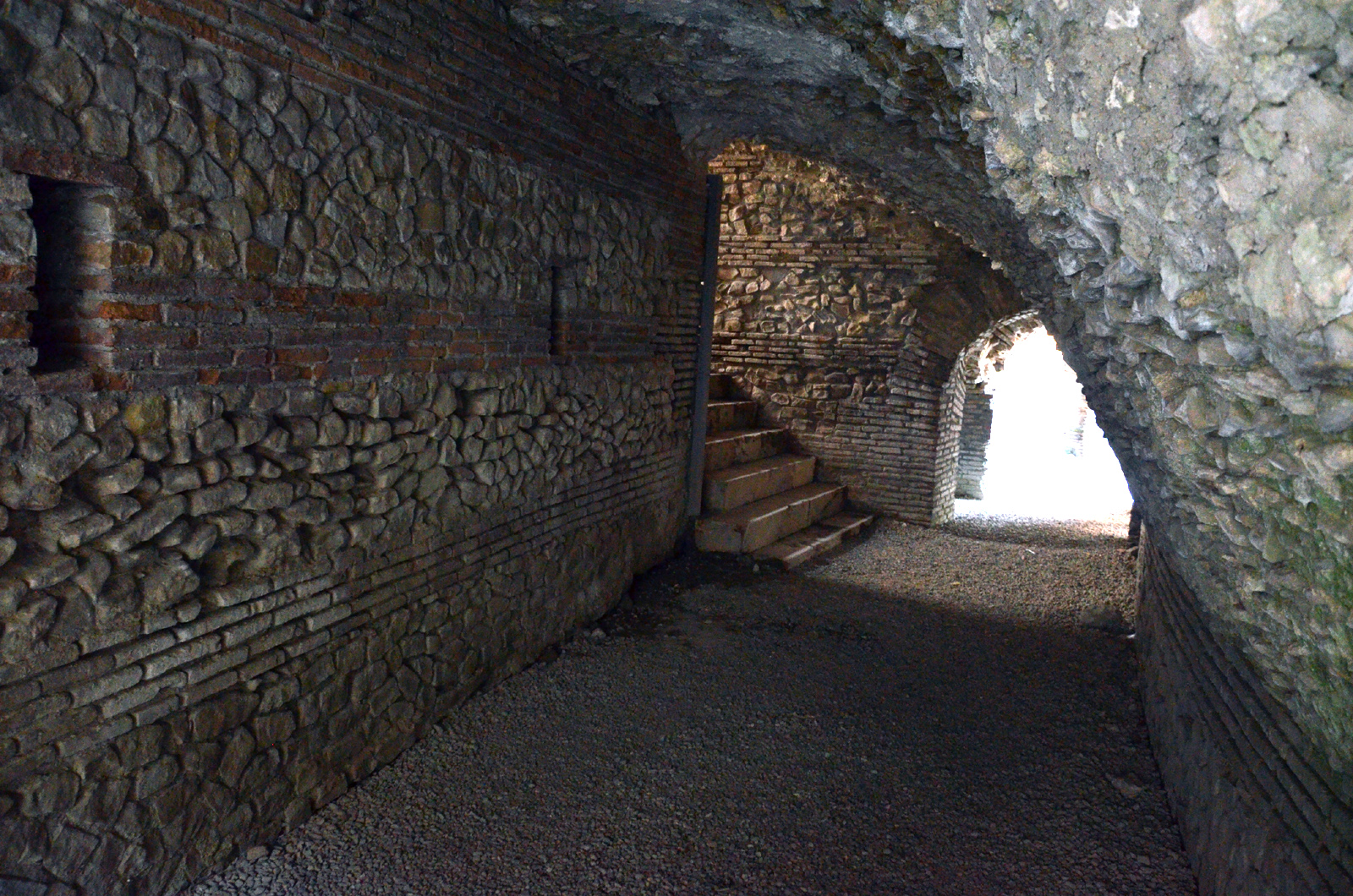
A nézőtér alatti boltozatos folyosó részlete, jól megfigyelhető a falszerkezet opus incertuma
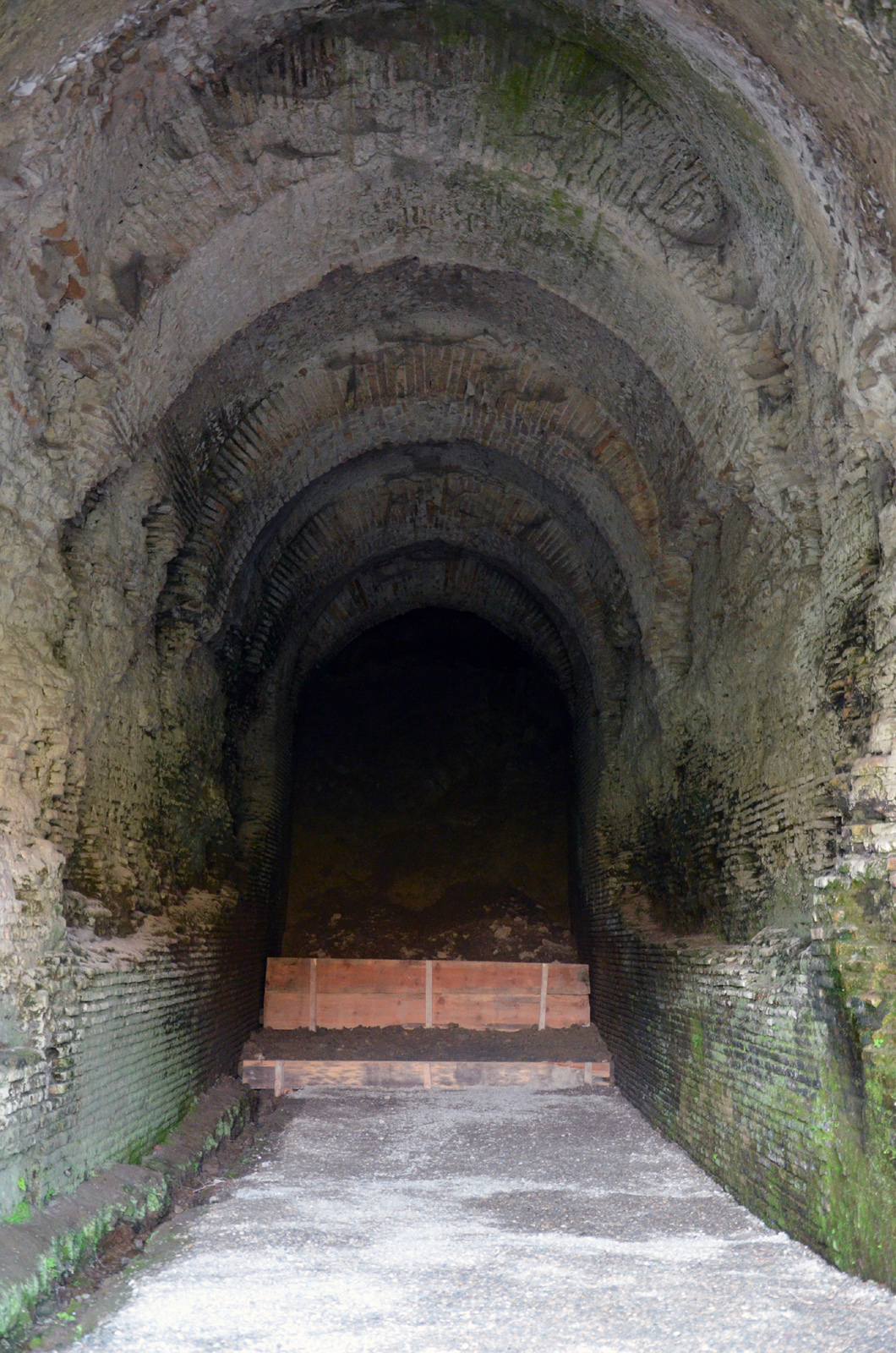
Az előkelőségek érkezését szolgáló alagút
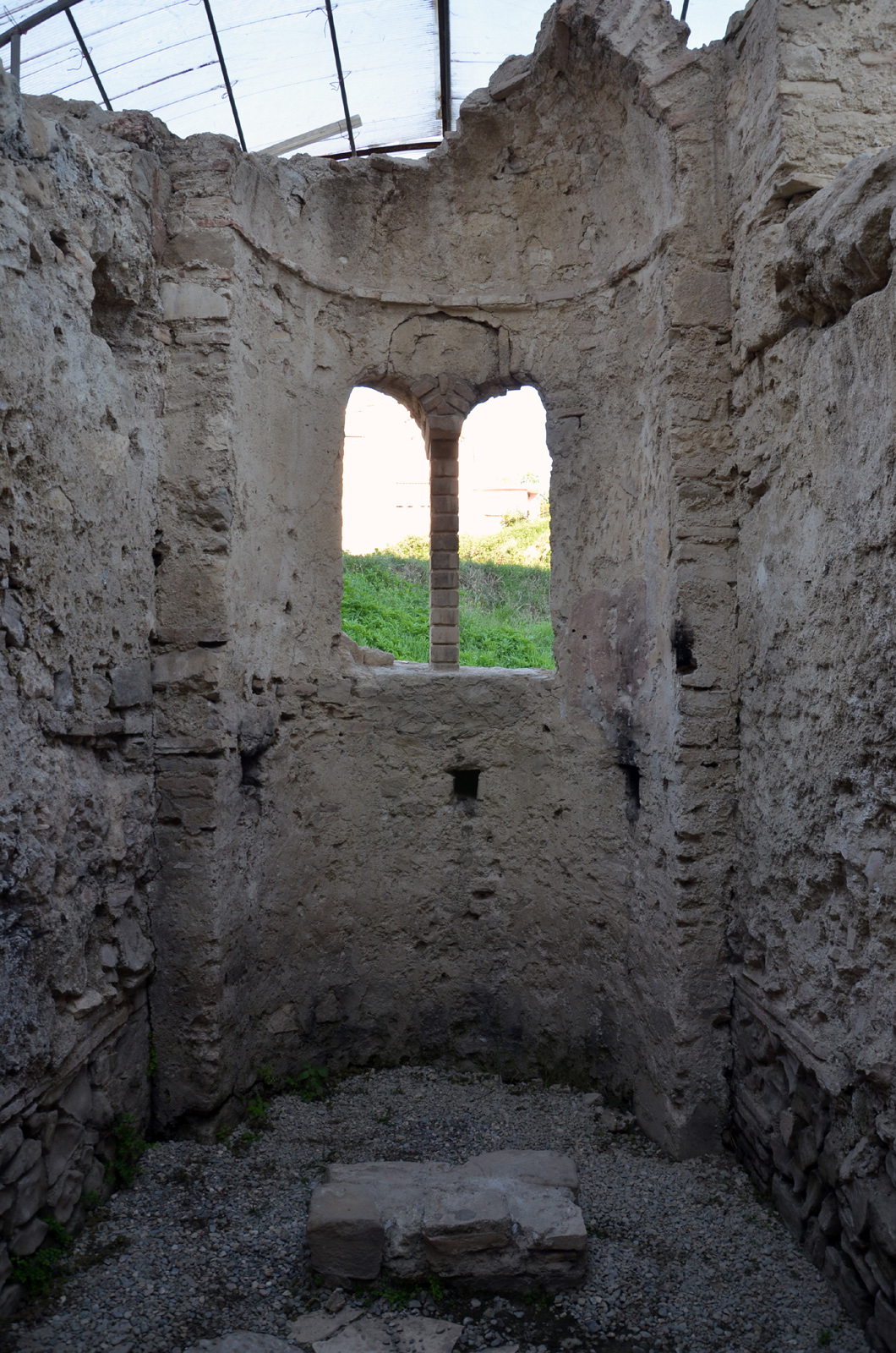
A kora keresztény kápolna szentélye
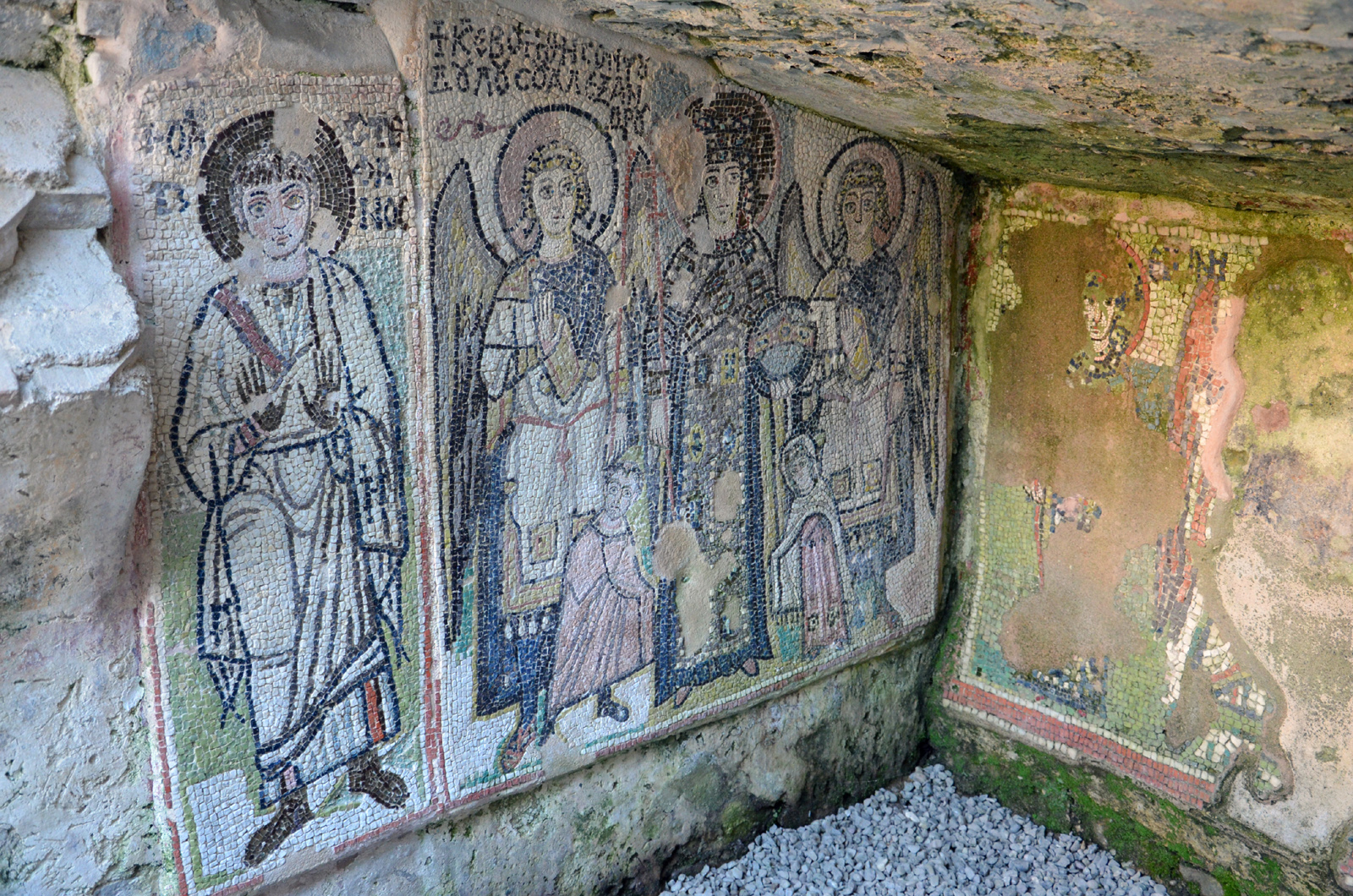
A kápolna fali mozaikja
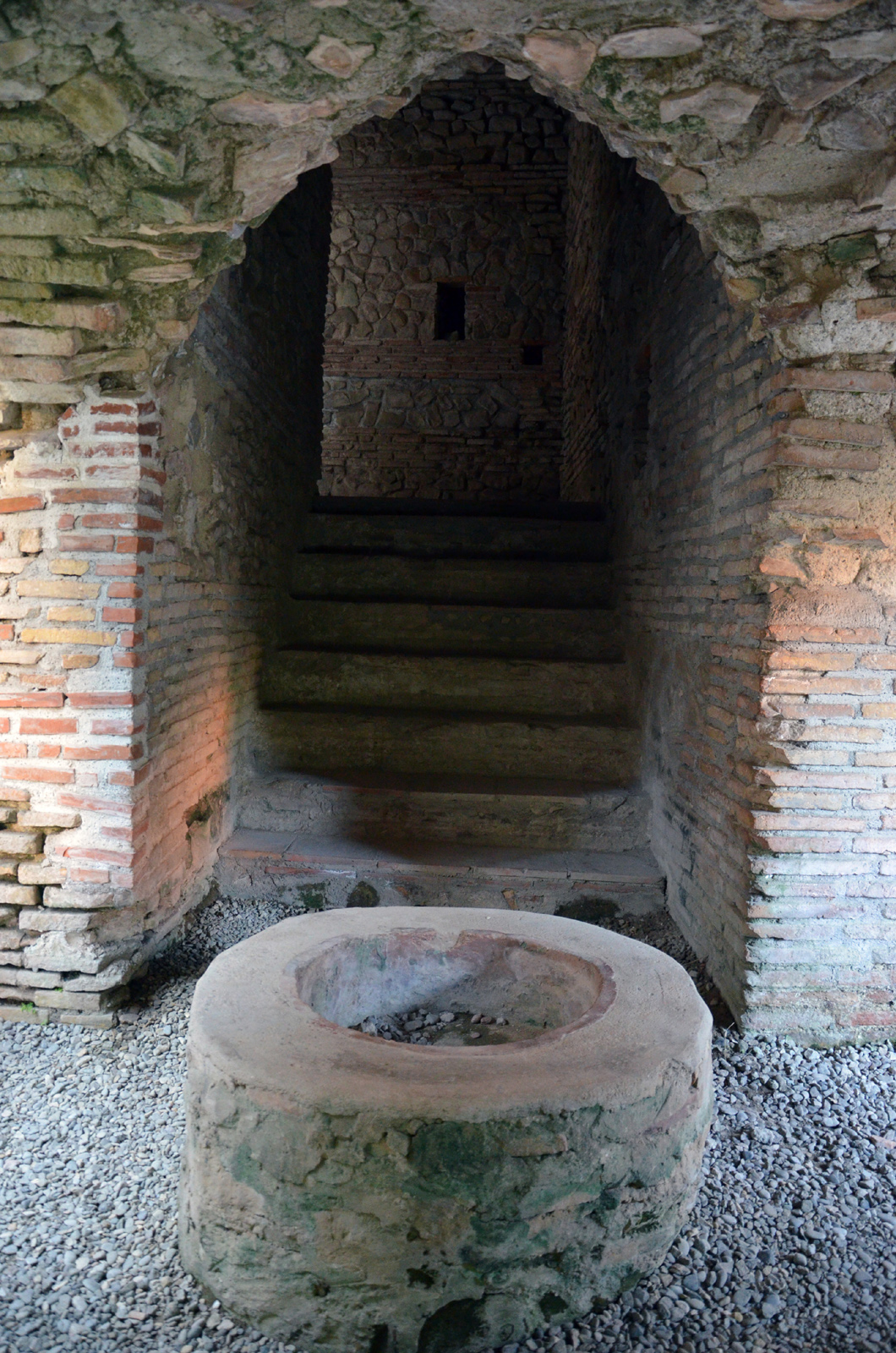
A keresztelőmedence a kápolna bejáratánál